# Кекскейми
Кекскейми (пол. Kiekskiejmy, нім. Kögskehmen) — село в Польщі, у гміні Дубенінки Ґолдапського повіту Вармінсько-Мазурського воєводства.
Населення — 38 осіб (2011).
У 1975—1998 роках село належало до Сувальського воєводства.

## Демографія
Демографічна структура станом на 31 березня 2011 року:
|          | Загалом | Допрацездатний вік | Працездатний вік | Постпрацездатний вік |
| -------- | ------- | ------------------ | ---------------- | -------------------- |
| Чоловіки | 23      | 3                  | 18               | 2                    |
| Жінки    | 15      | 2                  | 11               | 2                    |
| Разом    | 38      | 5                  | 29               | 4                    |